# Cuerpo de Ingenieros del Ejército de los Estados Unidos

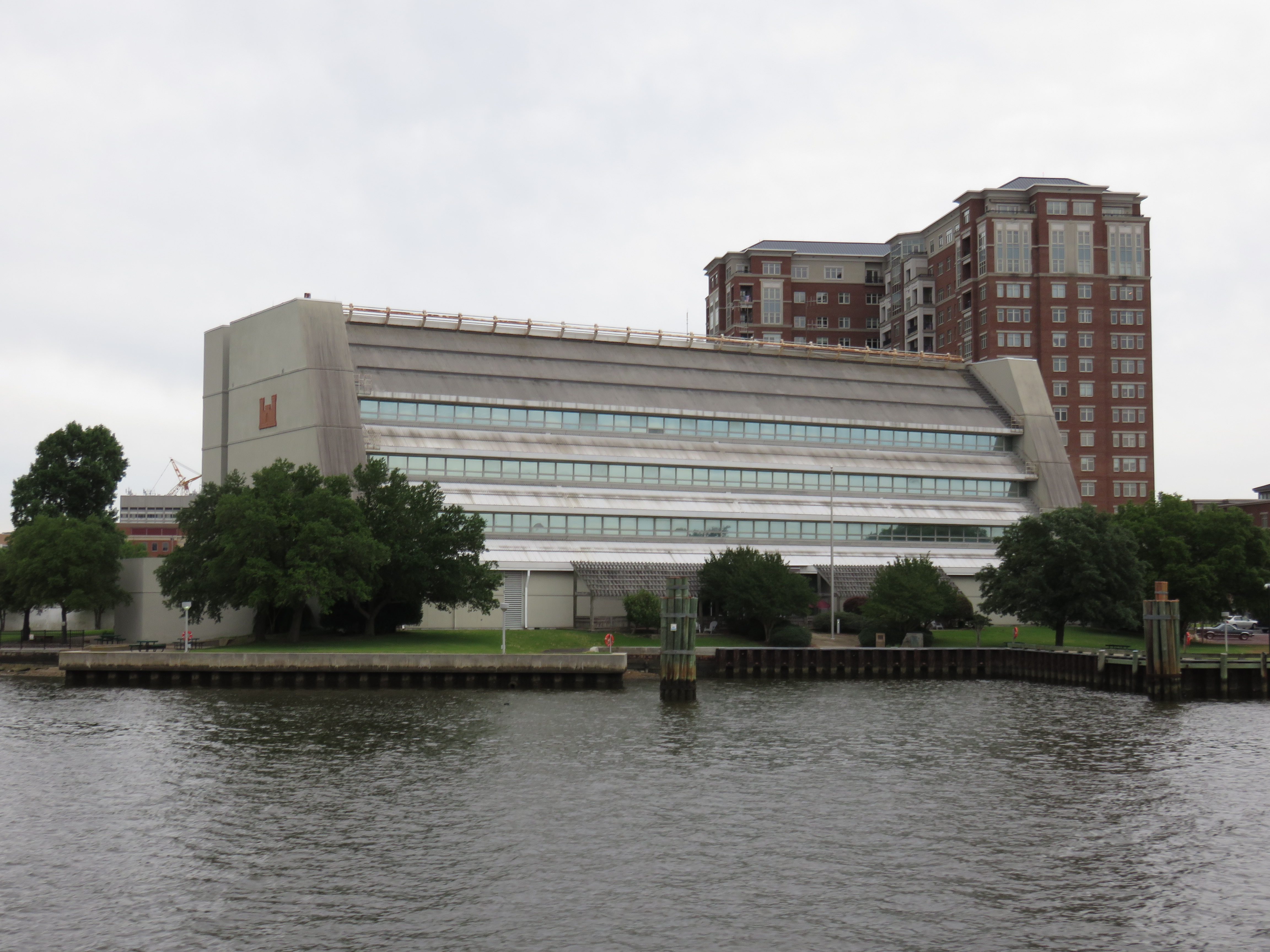
Sede del distrito de Norfolk del Cuerpo de Ingenieros del Ejército de Estados Unidos en Norfolk (Virginia).

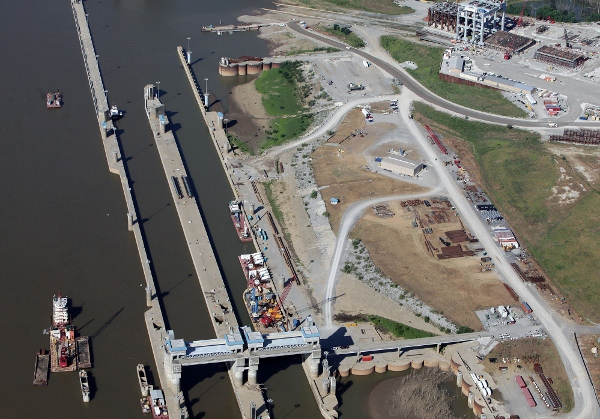
Olmsted Locks and Dam ha estado en construcción durante más de 20 años bajo la supervisión del Cuerpo de Ingenieros del Ejército de Estados Unidos.

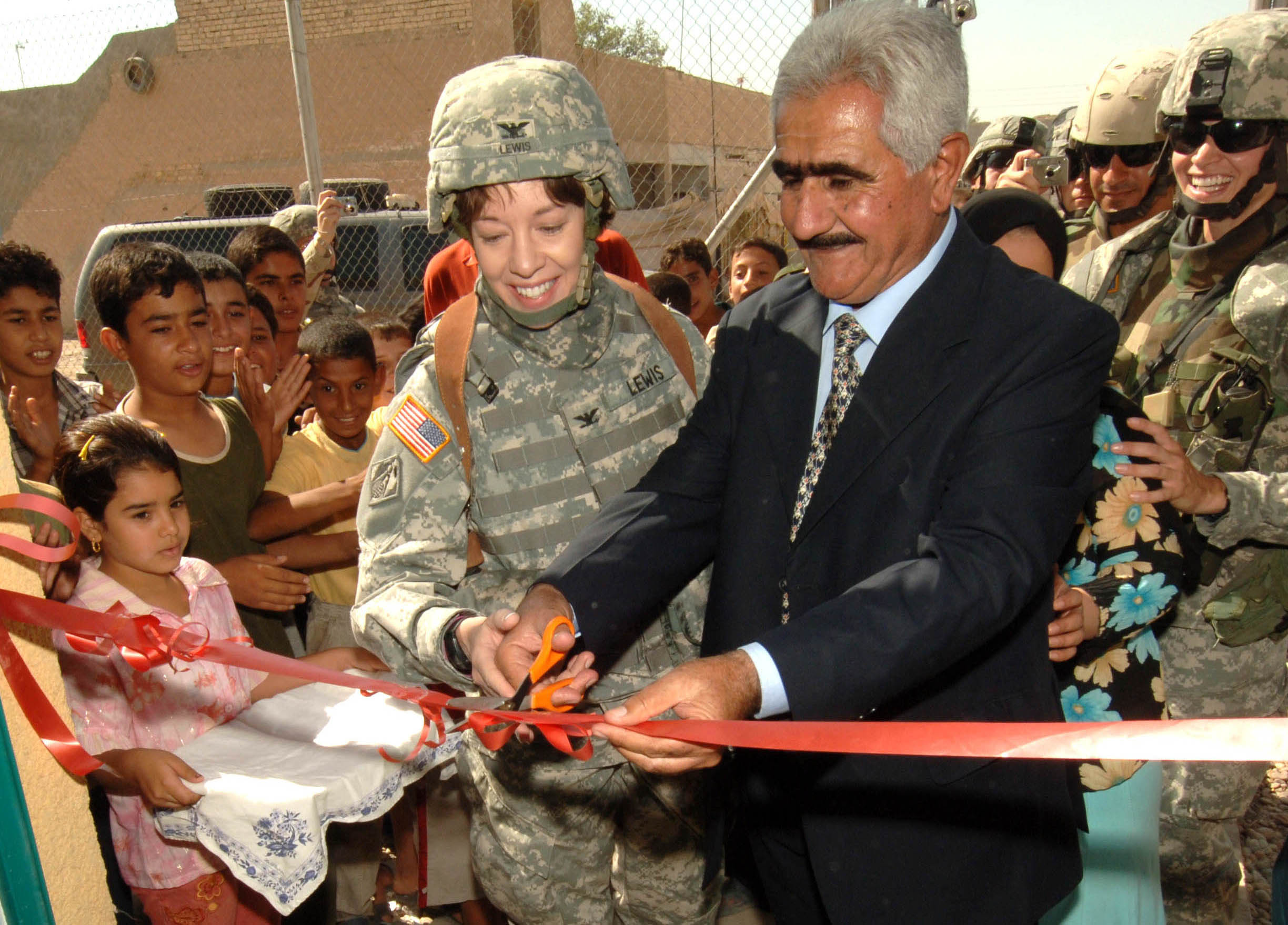
La coronel Debra Lewis, comandante del Distrito Central de la División de la Región del Golfo con el jeque O'rhaman Hama Raheem, un concejal iraquí, celebran la apertura de un nuevo centro para mujeres en Assriya Village, que el Cuerpo ayudó a construir en 2006.1.

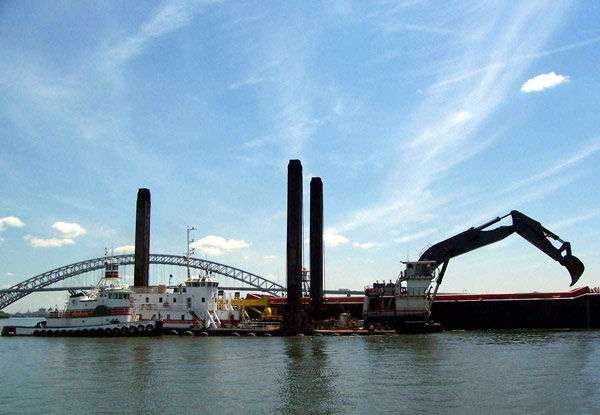
Draga Tauracavor 3 del Cuerpo de Ingenieros del Ejército de Estados Unidos en el puerto de Nueva York.

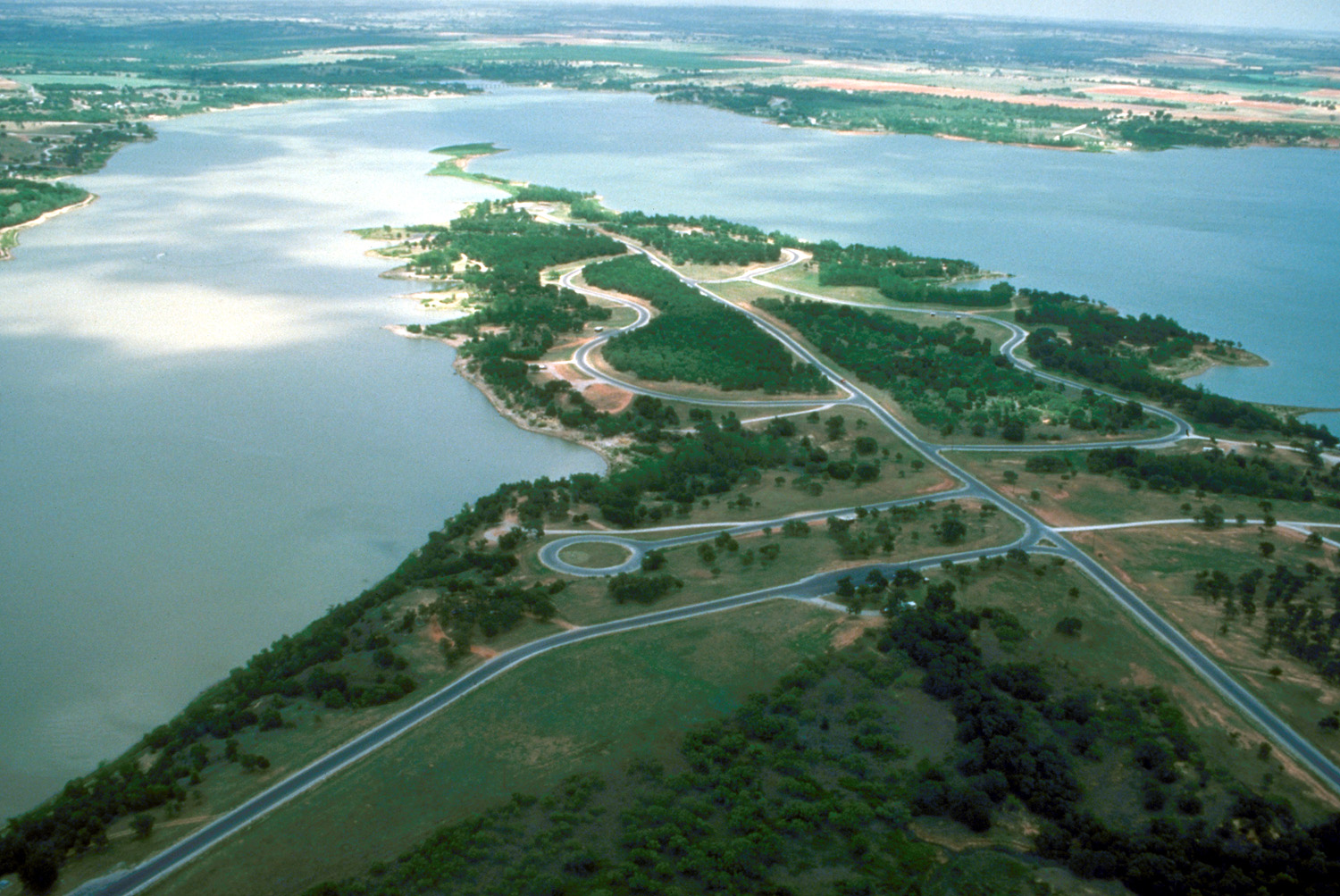
Proctor Lake (Texas), construido por el Cuerpo de Ingenieros para brindar control de inundaciones, agua potable y recreación.

El Cuerpo de Ingenieros del Ejército de Estados Unidos, (del inglés: United States Army Corps of Engineers) (USACE), es una formación de ingenieros del Ejército de Estados Unidos que tiene tres áreas de misión principales: regimiento de ingenieros, construcción militar y obras civiles. Las actividades diarias de los tres aspectos de la misión son gestionadas por un Teniente General, conocido como comandante general/jefe de ingenieros. El jefe de ingenieros comanda el Regimiento de Ingenieros, que está formado por ingenieros de combate, ingenieros de rescate, ingenieros de construcción e ingenieros de buceo, así como de otras unidades especializadas, y rinde cuentas directamente ante el Jefe del Estado Mayor del Ejército. Los ingenieros de combate, a veces llamados zapadores, forman parte integral del equipo de armas combinadas del Ejército y se encuentran en todos los componentes de servicio del Ejército: Ejército Regular, Guardia Nacional y Reserva del Ejército. Entre sus funciones se encuentran las de derribar obstáculos; construir posiciones de combate, puentes fijos/flotantes y obstáculos y/o posiciones defensivas; colocar y detonar explosivos; realizar operaciones de despeje de rutas; colocar y detectar minas terrestres; y luchar como infantería provisional cuando sea necesario. Para la misión de construcción militar, el comandante general está dirigido y supervisado por el Subsecretario del Ejército para instalaciones, medio ambiente y energía, y está designado por el presidente y ratificado por el Senado. La construcción militar abarca la construcción de bases militares e instalaciones repartidas por todo el mundo.
La autoridad del Congreso Continental para un "Ingeniero Jefe del Ejército" data del 16 de junio de 1775. El Congreso autorizó un cuerpo de ingenieros para los Estados Unidos el 11 de marzo de 1779. El Cuerpo, como se lo conoce hoy, se creó el 16 de marzo de 1802, cuando se autorizó al presidente a "organizar y establecer un Cuerpo de Ingenieros... que dicho Cuerpo... estará acuartelado en West Point en el Estado de Nueva York y constituirá una Academia Militar". Un Cuerpo de Ingenieros Topográficos, autorizado el 4 de julio de 1838, se fusionó con el Cuerpo de Ingenieros en marzo de 1863.
Para las misiones de obras civiles el comandante general está dirigido y supervisado por el Subsecretario del Ejército, que también está designado por el presidente y confirmado por el Senado. Las obras civiles del Ejército consisten en tres ramas de actividad autorizadas por el Congreso: navegación, protección contra daños por inundaciones y tormentas, y restauración de ecosistemas acuáticos. Las obras civiles también tienen el objetivo de administrar el programa de la Sección 404 de la Ley de Aguas Limpias, la recreación, la energía hidroeléctrica y el suministro de agua en los embalses de control de inundaciones de la USACE y la infraestructura ambiental. El personal de obras civiles supervisa la construcción, las operaciones y el mantenimiento de presas, canales y protección contra las inundaciones en Estados Unidos, así como una amplia gama de obras públicas por todo el mundo. La USACE cuenta con 37.000 personal civil y militar, lo que la convierte en una de las agencias públicas de ingeniería, diseño y gestión de construcción más grandes del mundo. Algunas de sus presas, embalses y proyectos de control de inundaciones también sirven como instalaciones públicas recreativas al aire libre. Sus proyectos hidroeléctricos proporcionan el 24 % de la capacidad hidroeléctrica de Estados Unidos. Tiene su sede en Washington D. C. y alberga un presupuesto de 7,8 mil millones de dólares (año fiscal 2021).
La misión del cuerpo es "prestar servicios vitales de ingeniería pública y militar; asociarse en la paz y en la guerra para fortalecer la seguridad de nuestra nación, dinamizar la economía y reducir los riesgos de desastres".
Sus trabajos de obra civil más visibles incluyen:
- Planificación, diseño, construcción y operación de esclusas y presas. Otros proyectos de ingeniería civil incluyen el control de inundaciones, la restauración de playas y el dragado para la navegación por vías fluviales.
- Diseño y construcción de sistemas de protección contra inundaciones a través de varios mandatos federales.
- Diseño y administración de la construcción de instalaciones militares para el Ejército, la Fuerza Aérea, la Reserva del Ejército y la Reserva de la Fuerza Aérea, así como para otras agencias del Departamento de Defensa y del gobierno federal.
- Regulación ambiental y restauración de ecosistemas.

## Historia

### Primeros años

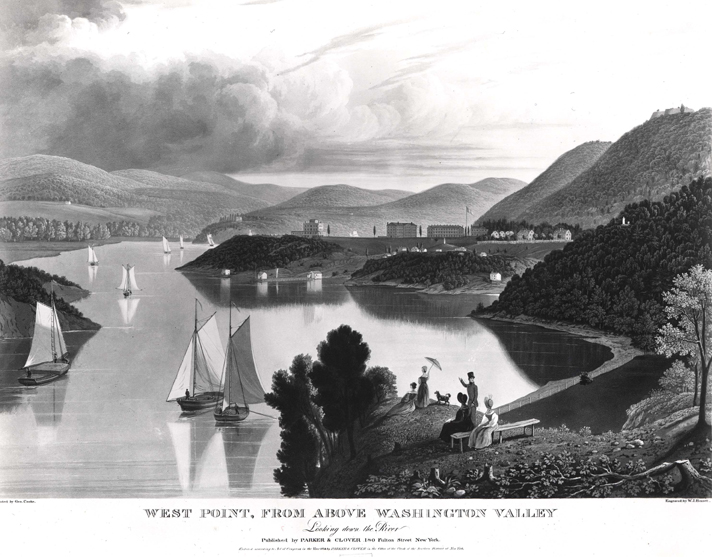
Plano de la academia militar de West Point (Nueva York).

La historia del Cuerpo de Ingenieros del Ejército de los Estados Unidos se remonta a la era revolucionaria. El 16 de junio de 1775 el Congreso Continental organizó un ejército cuyo personal incluía un ingeniero jefe y dos asistentes. El coronel Richard Gridley se convirtió en el primer ingeniero jefe del General George Washington. Una de sus primeras tareas fue construir fortificaciones cerca de Boston en Bunker Hill. El Congreso Continental reconoció la necesidad de emplear a ingenieros capacitados en las fortificaciones militares y solicitó asistencia al gobierno del rey Luis XVI de Francia. Muchos de los primeros ingenieros del Ejército Continental eran ex oficiales franceses.
Louis Lebègue Duportail, un teniente coronel del Real Cuerpo de Ingenieros de Francia, fue enviado en secreto a América del Norte en marzo de 1777 para servir en el Ejército Continental de George Washington. En julio de 1777 fue nombrado coronel y comandante de todos los ingenieros del Ejército Continental y, el 17 de noviembre de 1777, fue ascendido a general de brigada. Cuando en mayo de 1779 el Congreso Continental creó un Cuerpo de Ingenieros separado, Duportail fue designado como su comandante. A finales de 1781 dirigió la construcción de las obras de asedio aliadas de Estados Unidos y Francia en la batalla de Yorktown.
El 26 de febrero de 1783 se disolvió el Cuerpo. Se restableció durante la presidencia de George Washington.
De 1794 a 1802 los ingenieros se combinaron con la artillería como el Cuerpo de Artilleros e Ingenieros.
El Cuerpo de Ingenieros, como se le conoce hoy día, se estableció el 16 de marzo de 1802, cuando el presidente Thomas Jefferson firmó la Ley de Establecimiento de la Paz Militar, cuyo objetivo era "organizar y establecer un Cuerpo de Ingenieros... que dicho Cuerpo... estará acuartelado en West Point en el Estado de Nueva York y constituirá una academia militar". Hasta 1866 el superintendente de la Academia Militar de Estados Unidos siempre fue un Oficial de Ingeniería.
La Ley General de Topografía de 1824 autorizó el uso de ingenieros del ejército para inspeccionar rutas de carreteras y canales para la nación en crecimiento. Ese mismo año el Congreso aprobó una "Ley para mejorar la navegación de los ríos de Ohio y Misisipi" y eliminar los bancos de arena en el Ohio y las "jardineras, aserradores o enganches" (árboles fijados en el lecho del río) en el Misisipi, para lo cual el Cuerpo de Ingenieros fue identificado como la agencia responsable.

### Unidades anteriormente separadas
Autorizado por separado el 4 de julio de 1838, el Cuerpo de Ingenieros Topográficos estaba formado únicamente por oficiales y se encargaba de la cartografía, el diseño y la construcción de obras civiles federales, fortificaciones costeras y rutas de navegación. Se fusionó con el Cuerpo de Ingenieros el 31 de marzo de 1863, momento en el cual el Cuerpo de Ingenieros también asumió la labor del Distrito de Inspección de Lagos para los Grandes Lagos.
En 1841 el Congreso creó Lake Survey. El estudio, con sede en Detroit (Míchigan), se encargó de realizar un levantamiento hidrográfico de los lagos del norte y noroeste, y de preparar y publicar cartas náuticas y otras ayudas para la navegación. El Lake Survey publicó sus primeros gráficos en 1852.
A mediados del siglo XIX los oficiales del Cuerpo de Ingenieros dirigían Lighthouse Districts junto con los oficiales navales de Estados Unidos.

### Guerra civil

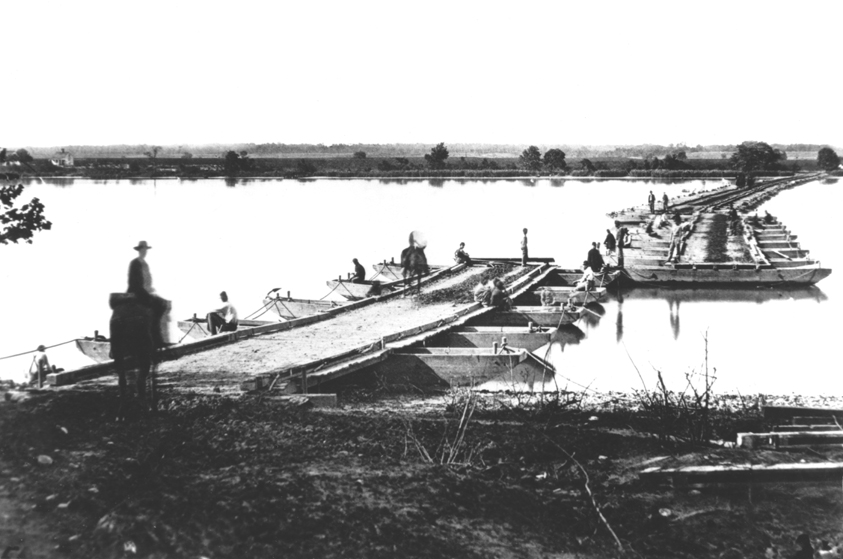
Puente de pontones a través del río James (Virginia) en 1864

El Cuerpo de Ingenieros del Ejército desempeñó un papel crucial en la Guerra de secesión. Muchos de los hombres que servirían en la máxima dirección de esta organización eran graduados de West Point. Varios alcanzaron la fama y el poderío militar durante la Guerra Civil. Algunos ejemplos incluyen a los generales de la Unión como George McClellan, Henry Halleck y George Meade; y los generales confederados Robert E. Lee, Joseph Johnston y P.G.T. Beauregard. La versatilidad de los oficiales del Cuerpo de Ingenieros del Ejército contribuyó al éxito de numerosas misiones durante la guerra de secesión. Eran responsables de construir pontones y puentes ferroviarios, fuertes y baterías, destruir las líneas de suministro enemigas (incluidos los ferrocarriles) y construir carreteras para el movimiento de tropas y suministros. Ambas partes reconocieron el trabajo crítico de los ingenieros. El 6 de marzo de 1861, una vez que el Sur se separó de la Unión, su legislatura aprobó una ley para crear un Cuerpo Confederado de Ingenieros.
El Sur estaba inicialmente en desventaja en cuanto a experiencia en ingeniería; de los 65 cadetes principales que renunciaron a West Point para aceptar puestos en el Ejército Confederado, solo siete fueron colocados en el Cuerpo de Ingenieros. El Congreso Confederado aprobó una legislación que autorizó una compañía de ingenieros para cada división de campo; en 1865 los Estados Confederados de América tenían más oficiales ingenieros sirviendo en el campo de acción que el Ejército de la Unión.
Uno de los principales proyectos del Cuerpo de Ingenieros del Ejército fue la construcción de vías férreas y puentes. Las fuerzas sindicales aprovecharon esa infraestructura confederada porque los ferrocarriles y los puentes brindaban acceso a los recursos y a la industria. Los ingenieros confederados superaron al Ejército de la Unión en la construcción de fortificaciones que se usaron tanto ofensiva como defensivamente, junto con trincheras que dificultaron su penetración. Este método de construcción de trincheras se conocía como patrón en zigzag.

### SigloXX

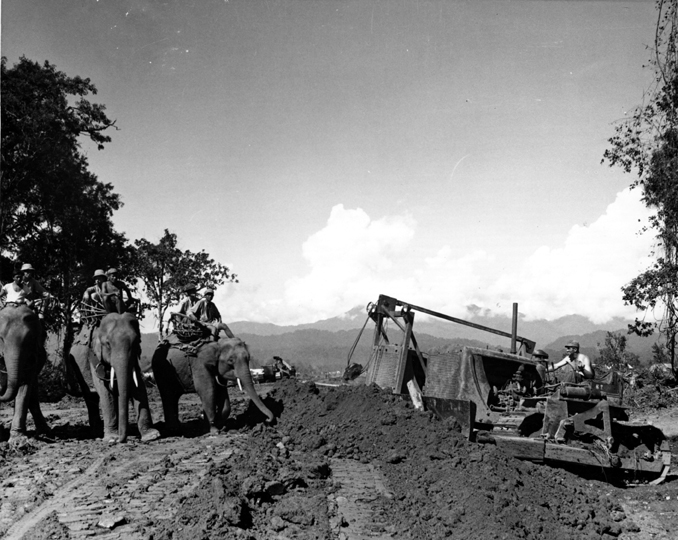
Un bulldozer operado por el sargento C. G. McCutcheon del 1304.º Batallón de Construcción de Ingenieros en Ledo Road (Birmania) en 1944.

La Ley de Defensa Nacional de 1916 autorizó un cuerpo de reserva en el Ejército, y el Cuerpo de Reserva de Oficiales de Ingenieros y el Cuerpo de Reserva de Ingenieros Alistados se convirtieron en una de las ramas Parte de este personal fue llamado al servicio activo para la Primera Guerra Mundial.
Desde un principio, muchos políticos querían que el Cuerpo de Ingenieros contribuyera tanto a las construcciones militares como a las obras civiles. Les asignaron el campo de trabajo de la construcción militar el 1 de diciembre de 1941, después de que el Departamento de Intendencia luchara por expandir su campo de especialidad, el Cuerpo construyó instalaciones en el país y en el extranjero para apoyar al Ejército y a la Fuerza Aérea de Estados Unidos durante la Segunda Guerra Mundial, el programa USACE se expandió a más de 27.000 proyectos militares e industriales en un esfuerzo de movilización de 15.300 millones de dólares. Se incluyeron aviones, ensamblaje de tanques y plantas de municiones; campamentos para 5,3 millones de soldados; depósitos, puertos y hospitales; y la rápida construcción de proyectos emblemáticos como el Proyecto Manhattan en Los Álamos, Hanford y Oak Ridge, entre otros lugares, y el Pentágono, sede del Departamento de Defensa, situado al otro lado del Potomac desde Washington D. C..
En proyectos civiles el Cuerpo de Ingenieros se convirtió en la principal agencia federal de navegación y control de inundaciones. El Congreso amplió significativamente sus actividades de obras civiles, convirtiéndose en un importante proveedor de energía hidroeléctrica y el principal proveedor de zonas de esparcimiento y recreación del país. Su papel en la respuesta ante desastres naturales también creció dramáticamente, especialmente después de la devastadora inundación de Misisipi de 1927. A finales de 1960 el Cuerpo se convirtió en una agencia líder en conservación y restauración ambiental.
En 1944 fueron asignados ingenieros de combate del ejército especialmente capacitados para volar obstáculos submarinos y despejar puertos defendidos durante la invasión de Normandía. Durante la Segunda Guerra Mundial el Cuerpo de Ingenieros del Ejército en el Teatro de Operaciones Europeo fue responsable de construir numerosos puentes, incluido el primer y más largo puente táctico flotante sobre el Rhine en Remagen, y de construir o mantener carreteras vitales para el avance aliado en Europa hacia el corazón de Alemania. En el teatro del Pacífico se formaron las "tropas pioneras", una unidad seleccionada a mano de ingenieros de combate voluntarios del Ejército formados en técnicas de guerra dentro de la jungla, lucha con cuchillos y técnicas de jiu-jitsu (combate cuerpo a cuerpo) sin armas. Trabajando camuflados, los pioneros despejaron la jungla, prepararon rutas de avance y establecieron cabezas de puente para la infantería, además de demoler instalaciones enemigas.
Cinco comandantes generales (jefes de personal después de la reorganización de 1903) del Ejército de Estados Unidos ocuparon comisiones de ingenieros al principio de sus carreras. Todos transferidos a otras sucursales antes de ser promovidos a la primera posición. Estos eran Alexander Macomb, George B. McClellan, Henry W. Halleck, Douglas MacArthur y Maxwell D. Taylor.

### Fechas y proyectos destacados

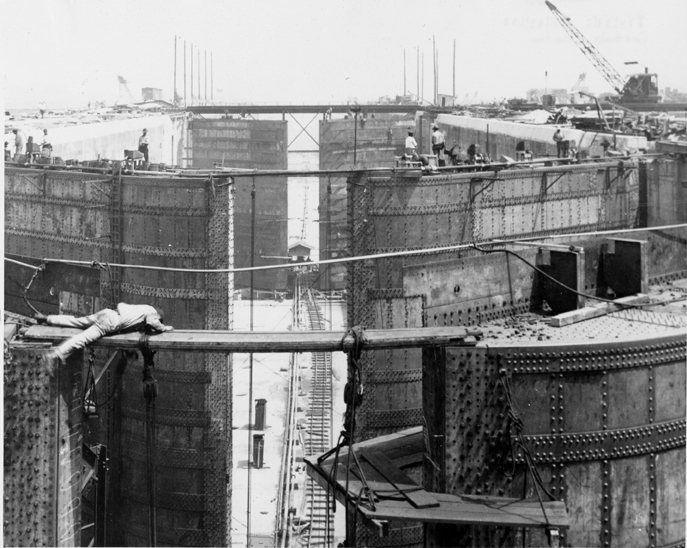
Construcción de la Esclusa de Gatún, Canal de Panamá, 12 de marzo de 1912.

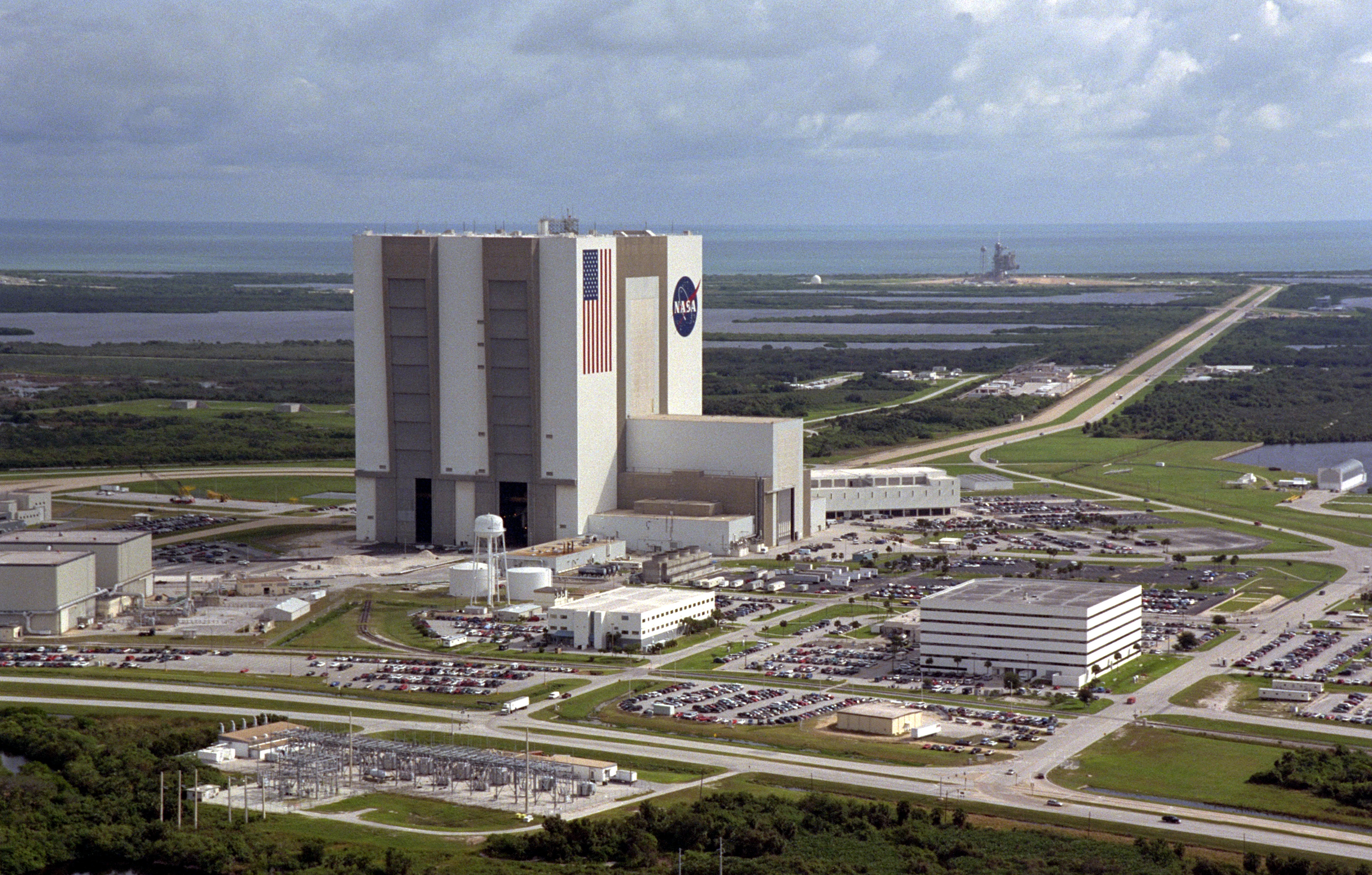
Centro Espacial Kennedy

- La Ley General de Topografía de 1824 autorizó el uso de ingenieros del ejército para inspeccionar caminos y canales. Al mes siguiente se puso en marcha una ley con el fin de mejorar la navegación en los ríos de Ohio y Misisipi, dando inicio así a los proyectos de construcción de obras civiles permanentes por parte del Cuerpo de Ingenieros. Aunque la ley de 1824 para el mejoramiento de los ríos Misisipi y Ohio fue conocida como la primera legislación de ríos y puertos, la ley aprobada de 1826 fue la primera en combinar autorizaciones tanto para estudios como para proyectos, estableciendo así un patrón que continúa hasta el día de hoy.[19]
- Levantamiento y construcción de la Carretera Nacional hasta que se retiraron los fondos federales (1838).
- Monumento a Washington de 169,29 metros de altura, completado bajo el mando y la dirección del teniente coronel Thomas Lincoln Casey en 1884.
- Canal de Panamá, completado bajo la supervisión de oficiales de ingenieros del ejército en 1914.
- La Ley para el Control de Inundaciones de 1936 transfirió el control de inundaciones en una política federal y reconoció oficialmente al Cuerpo de Ingenieros como la principal agencia federal para el control de las inundaciones.
- Presa de Bonneville, finalizada en 1937.
- La Ley de control de inundaciones de 1941, que canalizó el río de Los Ángeles y partes del río Santa Ana.
- La USACE se hizo cargo de toda la adquisición, construcción y mantenimiento de bienes raíces para las instalaciones del ejército en 1941.
- No había carretera entre Costa Rica y Panamá hasta que el Cuerpo inició una en 1941-1943. La preocupación era el acceso al Canal de Panamá durante la guerra.[20]
- El Proyecto Manhattan (1942–1946).[21]
- Planificación y construcción del Pentágono. Finalizado en 1943, solo 16 meses después de la inauguración.[22]
- Plan integral de restauración de los Everglades, autorizado por primera vez por el congreso en 1948.
- La USACE comenzó a apoyar en la construcción a la NASA, lo cual condujo a importantes actividades en el Centro Espacial Lyndon B. Johnson y en el Centro Espacial Kennedy en 1961.
- Ciudad militar Rey Khalid 1973–1987.[23]
- La Ley de Desarrollo de Recursos Hídricos de 1986 (WRDA 86) trajo un cambio importante en el financiamiento al exigir contribuciones no federales para la mayoría de los proyectos federales de recursos hídricos.
- Canal de barcazas a través de Florida.
- Vía fluvial de Tennessee-Tombigbee.
- La presa de Rampart.

Los desastres civiles ocasionales, incluida la Gran Inundación de Misisipi de 1927, dieron como resultado mayores responsabilidades para el Cuerpo de Ingenieros. Las secuelas del huracán Katrina en Nueva Orleans brindan otro ejemplo de esto.

## Organización

### Oficinas
El jefe de Ingenieros/comandante general (teniente general) del Cuerpo de Ingenieros del Ejército de Estados Unidos tiene tres ámbitos o sectores de competencia: ingenieros de combate, construcción militar y obras civiles. Para cada ámbito o sector de competencia, el jefe de Ingenieros/comandante general es supervisado por una persona diferente. Para las obras civiles, el comandante general es supervisado por el subsecretario civil del Ejército (de Obras Civiles). Tres subcomandantes generales (mayores generales) dan parte al jefe de ingenieros, quienes tienen los siguientes títulos: Subcomandante General, Subcomandante General de Operaciones Civiles y de Emergencia, y Subcomandante General de Operaciones Militares e Internacionales. La sede del Cuerpo de Ingenieros está localizada en Washington D. C.. El personal de la sede es responsable de la política del Cuerpo de Ingenieros y planifica la dirección futura de todas las demás organizaciones de la USACE. También comprende una oficina ejecutiva y 17 directores de personal. La USACE tiene dos directores civiles que encabezan los programas de Obras Civiles y Militares en conjunto con su respectivo Subcomandante General para el ámbito o sector de competencia.

### Divisiones y distritos
El Cuerpo de Ingenieros del Ejército de Estados Unidos está organizado geográficamente en ocho divisiones permanentes, una división provisional, un distrito provisional y un comando de investigación que depende directamente de las oficinas centrales o sede central. Dentro de cada división existen varios distritos. Los distritos están definidos por los límites de la cuenca (línea divisoria de aguas) para los proyectos de obras civiles y por los límites políticos para los proyectos militares.

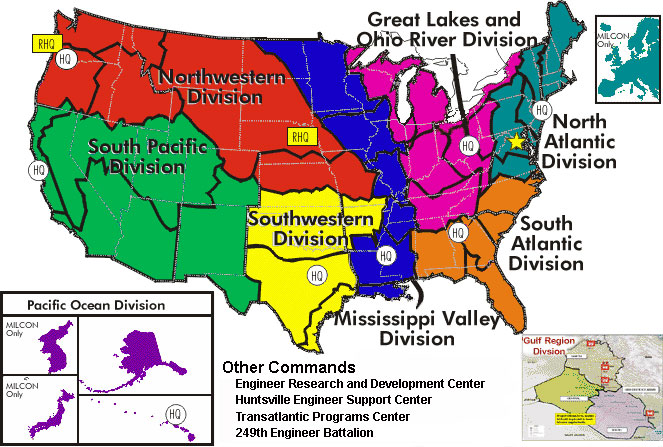
Mapa de las divisiones y distritos de ingenieros civiles del Cuerpo de Ingenieros del Ejército de Estados Unidos.

- División de los Grandes Lagos y el Río Ohio Great Lakes and Ohio River Division (LRD), ubicada en Cincinnati. Se extiende desde la vía marítima de San Lorenzo, cruzando los Grandes Lagos, bajando por el valle del río Ohio hasta los ríos Tennessee y Cumberland. Cubre 920.000 km², partes de 17 estados. Presta sus servicios a 56 millones de personas. Sus siete distritos están ubicados en Buffalo, Chicago, Detroit, Louisville, Nashville, Pittsburgh y Huntington (Virginia Occidental). El comandante de división sirve en dos cuerpos de toma de decisiones nacionales e internacionales: copresidente de las juntas de control de Lake Superior, Niagara y Ontario/St Lawrence Seaway; y la Comisión del Río Misisipi.
- División del Valle de Misisipi (Mississippi Valley Division (MVD), ubicada en Vicksburg (Misisipi). Abarca desde Canadá hasta el Golfo de México. Cubre 960.000 km² y partes de 12 estados que bordean el río Misisipi. Presta sus servicios a 28 millones de personas. Sus seis distritos están ubicados en Saint Paul (Minesota), Rock Island (Illinois), San Luis (Misuri), Memphis, Vicksburg y Nueva Orleans. La División del Valle de Misisipi opera como sede central de la Comisión del Río Misisipi.
- División del Atlántico Norte (North Atlantic Division (NAD), con sede en Fort Hamilton en Brooklyn (Nueva York). Abarca desde Maine hasta Virginia, incluido el Distrito de Columbia. Realiza operaciones en el extranjero para ofrecer servicios de ingeniería, construcción y gestión de proyectos al Comando Europeo de Estados Unidos y al Comando de África de Estados Unidos. Ofrece sus servicios a 62 millones de personas. Sus seis distritos están ubicados en la Ciudad de Nueva York, Filadelfia, Baltimore, Norfolk, Concord, Massachusetts y Wiesbaden (Alemania). La División del Atlántico Norte tiene el programa Superfund más amplio de la USACE con el 60 % de los fondos a su disposición. El Distrito de Europa de la División del Atlántico Norte ha trabajado en docenas de países y tiene oficinas en Alemania, Bélgica, Italia, Turquía, Georgia, Rumania, Bulgaria, Israel, España y pronto en Botsuana.
- División Noroeste (Northwestern Division (NWD), ubicada en Portland (Oregón). Abarca desde Canadá hasta California, y desde el Océano Pacífico hasta Misuri. Cubre casi 2 600 000 km² en la totalidad o parte de 14 estados. Sus cinco distritos están ubicados en Omaha, Portland, Seattle, Kansas City y Walla Walla. La División Noroeste tiene el 35 % de la capacidad total de almacenamiento de agua del Cuerpo de Ingenieros y el 75 % de la capacidad hidroeléctrica total.
- División del océano Pacífico (Pacific Ocean Division (POD), situada en Fort Shafter (Hawái). Se extiende a través de 31 millones de kilómetros cuadrados del océano Pacífico desde el círculo polar ártico hasta Samoa Americana por debajo del ecuador y a lo largo de la llamada Línea Internacional de Cambio de Fecha, y hacia Asia. Abarca los territorios de Guam, Samoa Americana y la Mancomunidad de las Islas Marianas del Norte, así como los Estados Libremente Asociados, incluyendo la República de Palaos, los Estados Federados de Micronesia y la República de las Islas Marshall. Sus cuatro distritos están ubicados en Japón; Seúl, Corea del Sur; Anchorage, Alaska; y Honolulú. A diferencia de otros trabajos militares, la División Noroeste diseña y construye para todos los servicios militares (el Ejército, la Marina, la Fuerza Aérea, y los Marines) en Japón, Corea y el atolón Kwajalein.
- División del Atlántico Sur (South Atlantic Division (SAD), ubicada en Atlanta. Abarca desde Carolina del Norte hasta Alabama, así como también el Caribe y América Central y del Sur. Cubre la totalidad o parte de seis estados. Sus cinco distritos están ubicados en Wilmington, Carolina del Norte, Charleston, Carolina del Sur, Savannah, Jacksonville y Mobile. Un tercio del Ejército y una quinta parte de la Fuerza Aérea están ubicados dentro de los límites de la división. El proyecto de restauración ambiental individual más grande del mundo, la Restauración de los Everglades, está gestionado por la División del océano Pacífico.
- División del Pacífico Sur (South Pacific Division (SPD), situada en San Francisco. Abarca desde California hasta Colorado y Nuevo México. Cubre la totalidad o parte de siete estados. Sus cuatro distritos están ubicados en Albuquerque, Los Ángeles, Sacramento y San Francisco. Su región alberga 18 de las 25 áreas metropolitanas de más rápido crecimiento de la nación.
- División Sudoeste (Southwestern Division (SWD), ubicada en Dallas.. Abarca desde México hasta Kansas. Cubre la totalidad o parte de siete estados. Sus cuatro distritos están ubicados en Little Rock, Tulsa, Galveston y Fort Worth. Las zonas de recreación de la División Sudoeste son las más visitadas de la USACE con más de 18.300 km de costa y 1,172 espacios de recreación.
- División Transatlántica (Transatlantic Division (TAD), ubicada en Winchester (Virginia). Da soporte a programas y políticas federales en el extranjero. Consiste en el Distrito de la Región del Golfo, el Distrito Sur de Ingenieros de Afganistán, el Distrito Norte de Ingenieros de Afganistán, el Distrito de Oriente Medio, el Centro de Despliegue de la USACE y el Centro de Fusión de Inteligencia TAD G2. La División Transatlántica supervisa miles de proyectos en el extranjero. Las sedes de la División Transatlántica en el extranjero cuentan principalmente con voluntarios civiles de toda la USACE. El Cuerpo de Ingenieros construyó gran parte de la carretera de circunvalación original de Afganistán (entre Armalek y Ghormach) a principios de 1960 y regresó en 2002. También da soporte a todo el espectro de apoyo regional, incluidas las Fuerzas Nacionales de Seguridad Afganas, Fuerzas de Estados Unidos y la Coalición, Antinarcóticos y Gestión Fronteriza, y el Programa de Respuestas ante Emergencias del Comandante.

### El Regimiento de Ingenieros
Las unidades de ingenieros del Ejército de Estados Unidos que se encuentran fuera de los distritos de la USACE y que no se enumeran a continuación pertenecen al Regimiento de Ingenieros del Cuerpo de Ingenieros del Ejército de Estados Unidos, que comprende la mayoría de los ingenieros militares del Ejército. El Regimiento cuenta con ingenieros de combate, cuyas funciones son romper obstáculos; construir posiciones de combate, puentes fijos/flotantes, obstáculos y posiciones defensivas; colocar y detonar explosivos; realizar operaciones de despeje de rutas; colocar y detectar minas terrestres; y luchar como infantería provisional cuando sea necesario. También cuenta con ingenieros de apoyo, que están más enfocados en todo lo relacionado con la construcción y el mantenimiento. Con sede en Fort Leonard Wood (Misuri), el Regimiento de Ingenieros está comandado por el Comandante de Ingenieros, actualmente un puesto ocupado por un General de Brigada del Ejército.
Dentro del Regimiento de Ingenieros podemos incluir a la Escuela de Ingenieros del Ejército de Estados Unidos (U.S. Army Engineer School (USAES), que define sus funciones de la siguiente manera: "Generar las capacidades de ingeniería militar que el Ejército necesita: formar y acreditar a Soldados con los conocimientos, habilidades y pensamiento crítico correcto; prosperar e instruir a líderes profesionales; organizar y equipar unidades; establecer un marco doctrinario para implementar las capacidades; y seguir siendo una institución adaptativa para brindar a los Comandantes la libertad de acción que necesitan para ejecutar con éxito las Operaciones Terrestres Unificadas".

### Otras organizaciones de la USACE
Hay varias otras organizaciones dentro del Cuerpo de Ingenieros:
- Centro de Investigación y Desarrollo de Ingenieros (Engineer Research and Development Center (ERDC): es el comando de investigación y desarrollo del Cuerpo de Ingenieros. El Centro de Investigación y Desarrollo de Ingenieros dispone de siete laboratorios.
- Centro de Ingeniería y Apoyo del Ejército de Estados Unidos (U.S. Army Engineering and Support Center (CEHNC): ofrece servicios técnicos y de ingeniería, gestión de programas y proyectos, gestión de la construcción e iniciativas de contratación innovadoras, tanto para programas que son nacionales o de amplio alcance o que normalmente no son proporcionados por otros elementos del Cuerpo de Ingenieros.
- Centro de Finanzas del Cuerpo de Ingenieros del Ejército de Estados Unidos (Finance Center, U.S. Army Corps of Engineers (CEFC): da soporte a las funciones financieras y contables operativas de todo el Cuerpo de Ingenieros.
- Humphreys Engineer Center Support Activity (HECSA): brinda apoyo administrativo y operativo para la sede, el Cuerpo de Ingenieros del Ejército de Estados Unidos y diversas oficinas de campo.[25]
- Centro Geoespacial del Ejército (Army Geospatial Center (AGC): ofrece información, estándares, sistemas, apoyo y servicios geoespaciales a todo el Ejército y al Departamento de Defensa.
- Marine Design Center (CEMDC): ofrece una gestión total de proyectos, incluyendo planificaciones, ingeniería y gestión de contratos para construcciones navales en apoyo a la USACE, el Ejército y la realización de proyectos de recursos hídricos nacionales en tiempos de paz, y también ofrece un rápido apoyo a la hora de construir infraestructura militar en casos de emergencia o movilización nacional.
- Instituto de Recursos Hídricos (Institute for Water Resources (IWR) : da soporte a la Dirección de Obras Civiles y otros comandos del Cuerpo de Ingenieros mediante el desarrollo y la aplicación de nuevos métodos, políticas y datos en previsión de cambios en las condiciones de gestión de los recursos hídricos.
- Actividad Logística de la USACE (USACE Logistics Activity (ULA): da apoyo logístico al Cuerpo de Ingenieros, incluido el suministro, el mantenimiento, la preparación, el material, el transporte, la aviación, la gestión de instalaciones, el apoyo logístico integrado, los controles de gestión y la planificación estratégica.
- Servicios de Infraestructura Empresarial (Enterprise Infrastructure Services (CEEIS): diseña pautas y normas dentro del ámbito de las tecnologías de la información para el Cuerpo, como por ejemplo la automatización, las comunicaciones, la gestión, la información visual, la impresión, la administración de registros y la garantía de la información. El CEEIS externaliza el mantenimiento de sus servicios informáticos, formando el denominado Cuerpo de Ingenieros del Ejército en Tecnologías de la Información (Army Corps of Engineers Information Technology (ACE-IT). ACE-IT está compuesto por trabajadores del gobierno como por contratistas civiles.
- Sistema de Operaciones Tácticas Desplegables (Deployable Tactical Operations System (DTOS): ofrece plataformas móviles de mando y control en apoyo de la aceleración rápida de las misiones iniciales de respuesta ante emergencia para el Cuerpo. DTOS es un sistema diseñado para responder a eventos del Distrito, de la División, Nacionales e Internacionales.
- Hasta el año 2001 los Directorados de Ingeniería y Vivienda (Directorates of Engineering and Housing (DEH) locales, siendo constituyentes de la USACE, habían sido responsables en materia de vivienda, infraestructura y funciones relacionadas como la protección ambiental, recogida de basura y departamentos especiales de bomberos o centros de coordinación de alarmas contra incendios en las guarniciones del Ejército de Estados Unidos en el extranjero como en Europa (por ejemplo, Alemania, como en Berlín, Wiesbaden, Karlsruhe, etc.) Posteriormente, una estructura similar denominada Directorado de Obras Públicas (Directorates of Public Works (DPWs), subordinada al Comando de Gestión de Instalaciones del Ejército de Estados Unidos, asumió las tareas anteriormente realizadas por el Directorado de Ingeniería y Vivienda.